# لوئیس برتون
 لوئیس بِرتون (انگلیسی: Lewis Burton؛ زاده ۲۳ مارس ۱۹۹۲) یک تنیس‌باز سابق و مدل اهل بریتانیا است.